# Sebastian Obendorfer
Sebastian Obendorfer (* 1990 in Regensburg) ist ein deutscher Koch und Hotelbetriebswirt.

## Leben

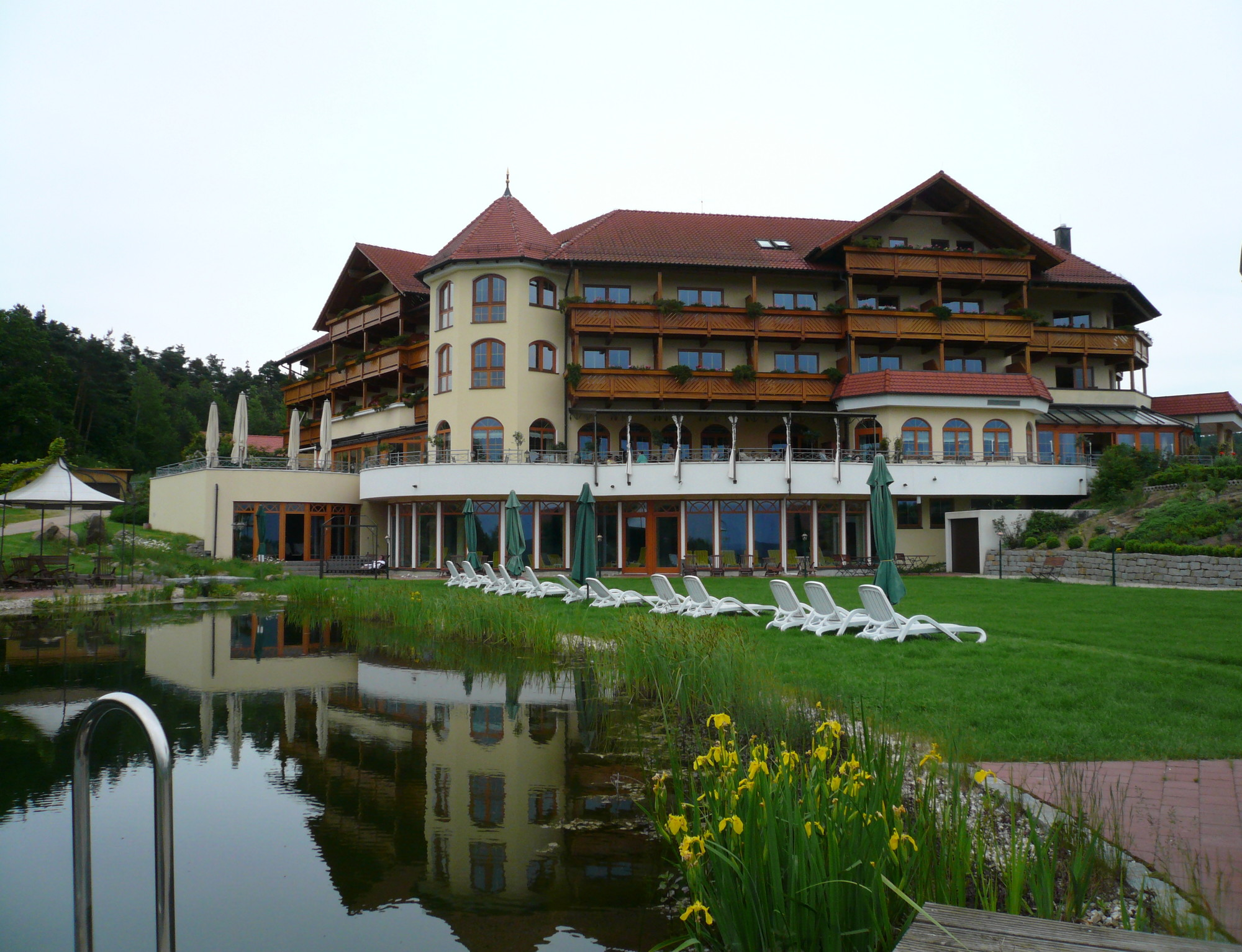
Landhotel Birkenhof mit Restaurant Obendorfers Eisvogel

Obendorfer entstammt einer Gastronomenfamilie, sein Vater ist Hubert Obendorfer. 
Nach der Ausbildung im Mandarin Oriental bei Mario Corti in München wechselte er zum Restaurant im Schloss Elmau (ein Michelinstern) und dann zum Restaurant Falco bei Peter Maria Schnurr in Leipzig (zwei Michelinsterne). Er wurde Souschef im Restaurant ZweiSinn bei Stefan Meier in Nürnberg (ein Michelinstern).
Dann ging er zum Restaurant Eisvogel seines Vaters im Landhotel Birkenhof bei Neunburg vorm Wald. Im Juni 2021 wurde er Küchenchef, gemeinsam mit seinem Vater.
Seit 2022 ist Sebastian Obendorfer alleiniger Küchenchef im Restaurant Eisvogel, das seit 2020 mit zwei Michelinsternen ausgezeichnet wird.

## Auszeichnungen
- Seit 2021: Zwei Michelinsterne für das Restaurant Eisvogel in Neunburg vorm Wald
- 2022: Spitzenkoch des Jahres, Schlemmer Atlas[1]